# Monumento a Emilio De Marchi
Il monumento a Emilio De Marchi è un gruppo scultoreo in bronzo e pietra posto nei giardini pubblici di Milano.

## Descrizione
Il busto di Emilio De Marchi fu realizzato dallo scultore Antonio Carminati; è accompagnato da una lapide in marmo realizzata da Gaetano Moretti che riporta un'epigrafe ideata da Giuseppe Giacosa.
L'epigrafe è la seguente.
DISCEPOLI COLLEGHI AMMIRATORI QUESTO RICORDO POSERO
MILANO, 31-VII-1851 – MILANO, 6-XI-1901»
Nell'inverno 1905 fu inaugurato presso l'Accademia scientifico-letteraria di Milano e solo successivamente fu posto nei giardini pubblici.